# Teatro Avenida

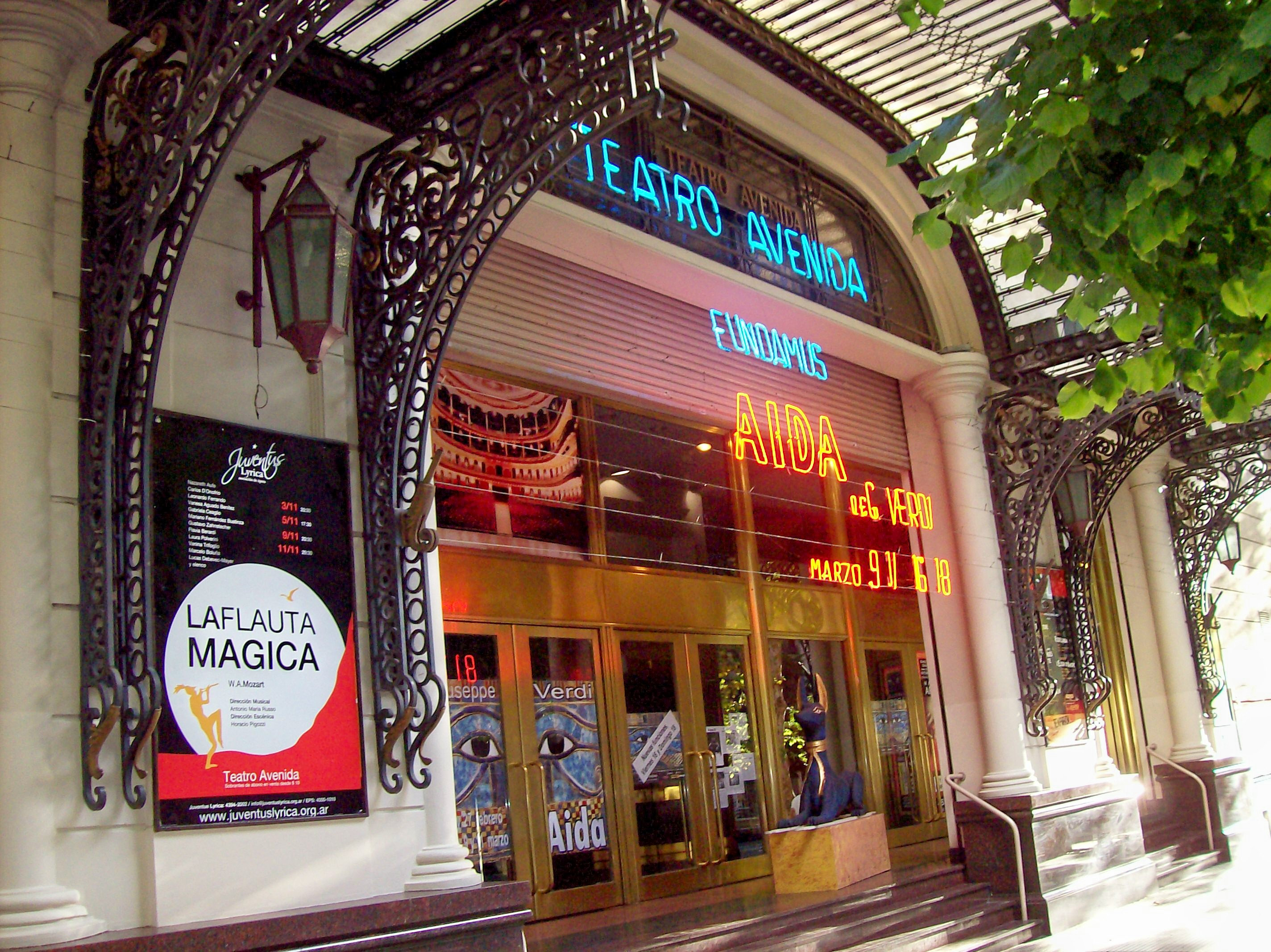
Außenansicht des Teatro Avenida

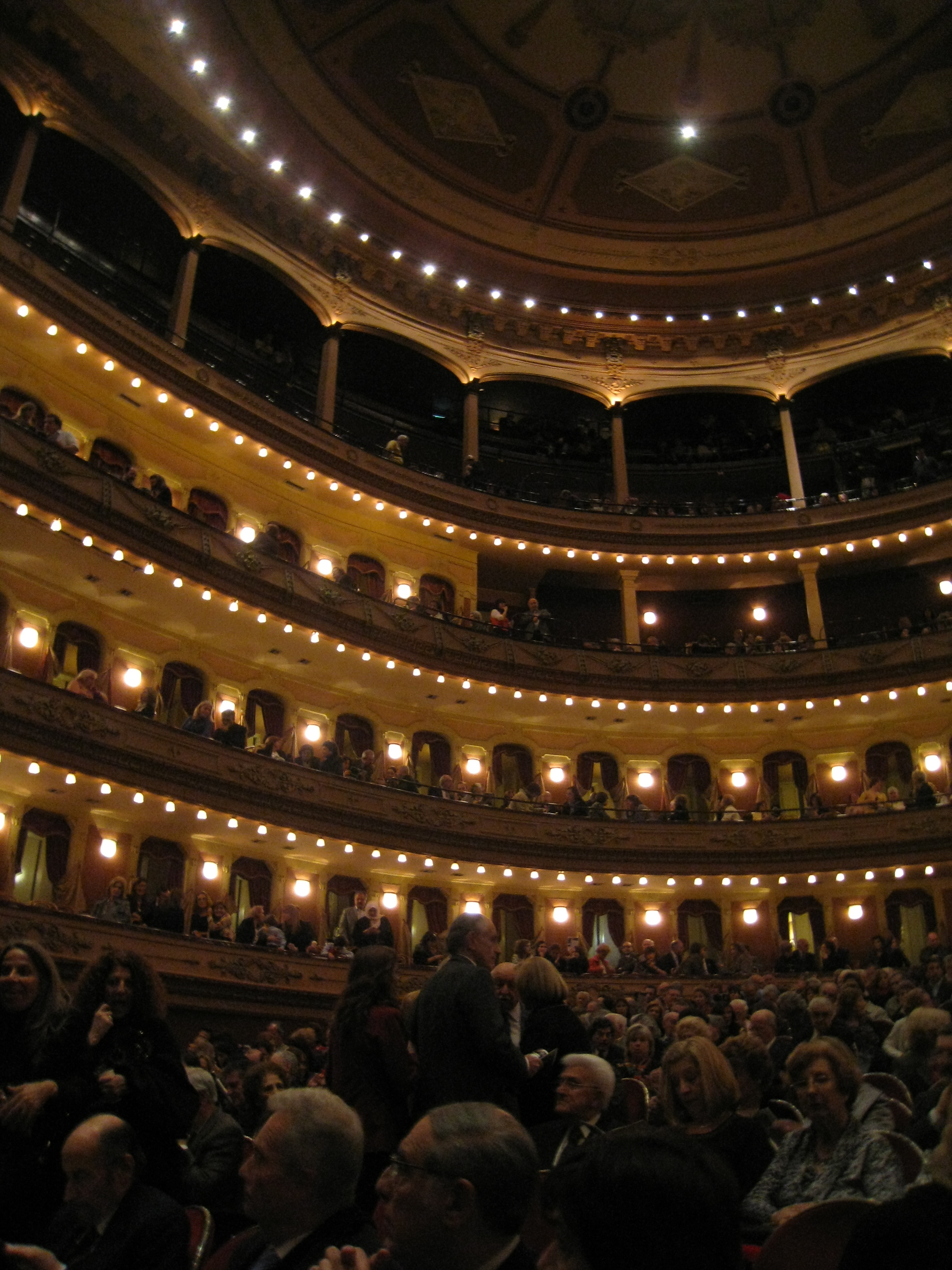
Zuschauerraum des Teatro Avenida

Das Teatro Avenida ist ein Theater im Stadtteil Montserrat in der argentinischen Hauptstadt Buenos Aires.

## Beschreibung
Das Teatro Avenida auf der Avenida de Mayo wurde 1908 mit einem Stück von Lope de Vega eröffnet. Regisseurin war María Guerrero, eine spanischstämmige Theaterdirektorin, die das klassische Drama in Argentinien populär machte. Das Teatro Avenida wurde der Schwerpunkt für spanisches Theater in Buenos Aires, nachdem das Teatro Cervantes 1933 zum Nationalen Komödientheater gemacht wurde. Es wurde bekannt für seine Operetten-Inszenierungen und Zarzuelas, aber auch für besondere Veranstaltungen wie die Aufführung der Aida zugunsten spanischer Wohltätigkeitsorganisationen nach dem Spanischen Bürgerkrieg. Am 8. März 1945 trat die katalanische Schauspielerin Margarita Xirgu in der Weltpremiere von Bernarda Albas Haus des in diesem Krieg ermordeten Federico García Lorca im Teatro Avenida auf.
Ab 1960 nahm das Interesse an spanischer Theaterliteratur ab und das Teatro Avenida wendete sich Produktionen von Broadway-Stücken zu. Ein Erfolg war die Produktion von Cole Porters Kiss Me, Kate 1963. Das Repertoire war jedoch sehr unterschiedlich und 1967 wurde beispielsweise Giuseppe Verdis La traviata aufgeführt. Ein paar Jahre später wurde das Theater von dem argentinischen Impresario Faustino García gekauft, der 1970 den spanischen Regisseur Moreno Torroba zurückholte. In den 1970ern erlebte auch die Zarzuela am Teatro Avenida eine Wiederbelebung.
Der Militärputsch von 1976 führte zu einem Niedergang der Theaterkultur im Land und 1977 wurde das Teatro Avenida geschlossen. 1979 zerstörte ein Brand beinahe das Gebäude und es wurde erst am 19. Juni 1994 wieder eröffnet. Heute wird es von der Nicht-Regierungsorganisation Buenos Aires Lírica betrieben, der Schwerpunkt liegt auf der klassischen Oper.